# Камамбер
„Камембер“ (на френски: Camembert) е вид меко френско сирене с лека плесен. Името му идва от едноименното село в департамент Орн в Нормандия.
Оригиналното сирене „камембер“ се приготвя ръчно от непастьоризирано краве мляко. Историята на създаването му се свързва с името на нормандската селянка Мари Харел, която през 18 век започва да доставя сиренето – нейно производство, в околността.
Питите са с диаметър 10,5 – 11 см и тежат 250 гр. Зреят минимум 21 дни. В началото на зреенето си сиренето е зърнисто и меко, а става по-кремообразно след 2 -3 седмици.